# Dmitri Stepanowitsch Poljanski

Grabstein Poljanskis mit seinem Porträt auf dem Kunzewoer Friedhof in Moskau

Dmitri Stepanowitsch Poljanski (russisch Дмитрий Степанович Полянский; * 25. Oktoberjul. / 7. November 1917greg. in Slowjanoserbsk, Ukrainische Volksrepublik; † 8. Oktober 2001 in Moskau, Russland) war ein sowjetischer Politiker.

## Leben
Poljanski wurde 1939 Mitglied der WKP (B) und Mitglied im Komsomol von Charkow. Dort besuchte er die Landwirtschaftliche Hochschule und ab 1940 die Parteihochschule der KPdSU in Moskau. Von 1945 bis 1949 arbeitete er in verantwortlicher Position in der Kaderabteilung (Personalangelegenheiten und Instruktor) des Zentralkomitees der Partei. Er setzte seine Parteikarriere als junger „Apparatschik“ fort: Von 1949 bis 1952 war er Zweiter Obkomsekretär der Oblast Krim, von 1952 bis 1953 Präsident des Oblispolkom der Krim, von 1953 bis 1955 Erster Obkomsekretär der Krim, von 1955 bis 1957 Erster Obkomsekretär von Tschkalow (Orenburg) und von 1957 bis 1958 Erster Krajkomsekretär von Krasnodar.
Es folgte sein steiler Aufstieg in die Machtzentren von Partei und Regierung: 1956 wurde er Mitglied des Zentralkomitees der KPdSU. Von 1958 bis 1962 war er Vorsitzender des Ministerrats der Russischen SFSR (Nachfolger: Woronow). Ab November 1962 war er als Stellvertretender Ministerpräsident (Aufgabenbereich Landwirtschaft) Mitglied der Regierung der UdSSR im Kabinett von Chruschtschow und ab 1965 als Erster Stellvertretender Ministerpräsident im Kabinett von Kossygin.
Von 1958 bis 1960 war Poljanski Kandidat und vom 4. Mai 1960 bis zum 4. März 1976 Vollmitglied im höchsten politischen Gremium der UdSSR, dem Politbüro der Kommunistischen Partei der Sowjetunion (1952–1966 Präsidium). 1960 war er mit 42 Jahren das jüngste Mitglied des Politbüros. Sein Aufstieg gleicht dem Podgornys: 1957 hatte auch er eine aktive Rolle im Kampf gegen die stalinistischen Feinde Chruschtschows, und auch er wurde ab 1961 von Chruschtschow kritisiert. Den Sturz von Chruschtschow als Erster Sekretär der Partei im Jahr 1964 hat er neben Breschnew und Suslow durch seine Kritik an der verfehlten Landwirtschaftspolitik aktiv betrieben.
Auf dem 25. Parteitag der KPdSU vom März 1976 verlor der in den letzten Jahren zurückhaltende Poljanski – auch auf Grund der Missernte des Jahres 1975 – seinen Posten als Politbüromitglied und am 16. März 1976 den als Landwirtschaftsminister (Nachfolger Valentin K. Mesjats).